# Кубок виклику Азії (молодіжні збірні) — 2013
Кубок виклику Азії (молодіжні збірні) — 2013 (англ. 2013 IIHF U20 Challenge Cup of Asia) — спортивне змагання з хокею із шайбою, 2-й розіграш Кубку виклику Азії серед молоді, що проводиться під егідою Міжнародної федерації хокею із шайбою (ІІХФ). Турнір відбувався з 7 по 9 червня 2013 року у Росії.

## Підсумкова таблиця та результати
| М | Збірна         | М | В | ВО | ПО | П | Ш      | О | Японія | Росія | Південна Корея |
| - | -------------- | - | - | -- | -- | - | ------ | - | ------ | ----- | -------------- |
|   | Японія         | 2 | 2 | 0  | 0  | 0 | 15 : 6 | 6 |        | 6:4   | 9:2            |
|   | Червоні Зірки  | 2 | 1 | 0  | 0  | 1 | 8 : 6  | 3 | 4:6    |       | 4:0            |
|   | Південна Корея | 2 | 0 | 0  | 0  | 2 | 2 : 13 | 0 | 2:9    | 0:4   |                |